# Stomorhina nigripes
Stomorhina nigripes är en tvåvingeart som först beskrevs av Senior-white 1922.  Stomorhina nigripes ingår i släktet Stomorhina och familjen Rhiniidae.
Artens utbredningsområde är Sri Lanka. Inga underarter finns listade i Catalogue of Life.